# グローバル・メタル
 『グローバル・メタル』(Global Metal) は、スコット・マクフェイデンと人類学者のサム・ダンが監督した、2007年公開のドキュメンタリー映画。2人が監督した2005年公開の映画『メタル ヘッドバンガーズ・ジャーニー』の続編。2007年10月17日にベルゲン国際映画祭で封切られた。『グローバル・メタル』では、グローバリゼーションが及ぼした前衛ヘヴィメタルへの影響と、異なる文化圏の人々がどのようにヘヴィメタルに変化を起こしたかを描いている。

## インタビュー
前作『メタル ヘッドバンガーズ・ジャーニー』同様、映画の大部分の情報はインタビュー形式で伝えられる。

### ブラジル・リオデジャネイロ、サンパウロ
| アーティスト               | バンド                                                 | 国籍     |
| -------------------------- | ------------------------------------------------------ | -------- |
| ラファエル・ビッテンコート | アングラ                                               | ブラジル |
| カルロス・ロペス           | ドーサル・アトランティカ                               | ブラジル |
| エイドリアン・スミス       | アイアン・メイデン                                     | イギリス |
| デイヴ・マーレイ           | アイアン・メイデン                                     | イギリス |
| マックス・カヴァレラ       | セパルトゥラ、ソウルフライ、カヴァレラ・コンスピラシー | ブラジル |

ミュージシャン以外
- クラウディア・アゼヴェド（リオデジャネイロ大学）
- エリック・ド･ハース（ロック・ハード・ブラジル）
- トニーニョ（セパルトゥラのファン・クラブ）

### 日本・東京
| アーティスト           | バンド                 | 国籍                      |
| ---------------------- | ---------------------- | ------------------------- |
| トム・アラヤ           | スレイヤー             | チリ/アメリカ合衆国       |
| ケリー・キング         | スレイヤー             | アメリカ合衆国            |
| ラーズ・ウルリッヒ     | メタリカ               | デンマーク/アメリカ合衆国 |
| マーティ・フリードマン | メガデス、カコフォニー | アメリカ合衆国            |
| YOSHIKI                | X JAPAN                | 日本                      |
| 川嶋未来               | Sigh                   | 日本                      |

ミュージシャン以外
- 伊藤政則（『伊藤政則のROCK CITY』）
- 南田勝也（神戸大学）

### インド・ムンバイ、バンガロール
| アーティスト                               | バンド                     | 国籍     |
| ------------------------------------------ | -------------------------- | -------- |
| サヒル・マキジャ（デーモン・スティーラー） | デモニック・リザレクション | インド   |
| パラシャント・ シャー                      | エクスヒューメイション     | インド   |
| ノーラン・ルイス                           | クリプトス                 | インド   |
| アナン・ドウィヴェディ                     | プラカルプ                 | インド   |
| ヴィンセント・ペレイラ                     | プラカルプ                 | インド   |
| サイ・プラバカラン                         | ソウルド・アウト           | インド   |
| ブルース・ディッキンソン                   | アイアン・メイデン         | イギリス |

ミュージシャン以外
- アトゥル・シャルマ（MetalIndia.net）

### 中国・北京
| アーティスト | バンド                                | 国籍           |
| ------------ | ------------------------------------- | -------------- |
| 郭怡広       | スプリング・アンド・オータム、ex-唐朝 | アメリカ合衆国 |
| 農永         | 施教日                                | 中国           |

ミュージシャン以外
- ワン・シャオ（666ロック・ショップのスタッフ）
- ヤン・ユ（『ペインキラー』誌）
- チャン・フェン（MIDI School Principal）

### インドネシア・ジャカルタ
| アーティスト             | バンド                                                 | 国籍                      |
| ------------------------ | ------------------------------------------------------ | ------------------------- |
| バーニー・グリーンウェイ | ナパーム・デス                                         | イギリス                  |
| マックス・カヴァレラ     | セパルトゥラ、ソウルフライ、カヴァレラ・コンスピラシー | ブラジル                  |
| ラーズ・ウルリッヒ       | メタリカ                                               | デンマーク/アメリカ合衆国 |
| アンドレ・ティランダ     | シクサクブル                                           | インドネシア              |
| アリアン13               | セリンガイ                                             | インドネシア              |
| オンバット・ナスション   | トゥンコラッ                                           | インドネシア              |
| タッシェ・デラニー       | ペイン・キラー                                         | インドネシア              |

ミュージシャン以外
- ウェンディ・プトラント（『ローリング・ストーン』インドネシア版）
- ジェイソン・タジャスクマナ（『タイム・マガジン・インドネシア』）
- フランキー・ラデン（ヨーク大学教授）
- ルディ・イマン（ファン）

### イスラエル・エルサレム
| アーティスト     | バンド               | 国籍       |
| ---------------- | -------------------- | ---------- |
| コビ・ファーヒ   | オーファンド・ランド | イスラエル |
| エラン・セガール | Whorecore            | イスラエル |
| イーヴル・ハイム | Whorecore            | イスラエル |
| ブッチャード     | アラル               | イスラエル |
| ニール・ナカヴ   | サレム               | イスラエル |
| ヨタム・アヴニ   | アベド               | イスラエル |

ミュージシャン以外
- エッサイ・スワーツ（レイヴェン・ミュージック）
- マオー・アペルバウム（プロデューサー/エンジニア）

### アラブ首長国連邦・ドバイ
| アーティスト       | バンド                   | 国籍           |
| ------------------ | ------------------------ | -------------- |
| アリ               | カハトマヤン             | イラン         |
| マヘル             | クリムゾン               | サウジアラビア |
| アーミッド         | クリムゾン               | サウジアラビア |
| アル・シャリフ     | ヘイト・サフォケイション | エジプト       |
| バーニー・リベイロ | ナーヴセル               | ポルトガル     |

ミュージシャン以外
- アーミン（ファン）- イラン
- アベド（ファン）– レバノン
- オマール・アブドラ・ アジズ・ムハンマド・カーンアブドラ（ファン）– ドバイ

## 映画で使用された楽曲
- 「Fight Fire With Fire」メタリカ
- 「Overkill」モーターヘッド
- 「Vou Festejar」ハイプノーズ
- 「Coisinha Do Pai」ハイプノーズ
- 「Rock You Like A Hurricane」スコーピオンズ
- 「2 Minutes To Midnight」アイアン・メイデン
- 「Beneath The Remains」セパルトゥラ
- 「Mass Hypnosis」セパルトゥラ
- 「Roots Bloody Roots」セパルトゥラ
- 「Kaiowas」セパルトゥラ
- 「Walk With Me In Hell」ラム・オブ・ゴッド
- 「War Ensemble」スレイヤー
- 「Highway Star」ディープ・パープル
- 「Rock And Roll All Nite」キッス
- 「Elixir」マーティ・フリードマン
- 「Death Panda Death」マーティ・フリードマン、AKB48
- 「Danger Zone That I Want To Eat And Lick」SEX MACHINEGUNS
- 「X」X JAPAN
- 「ART OF LIFE」X JAPAN
- 「Me Devil」Sigh
- 「Banno Ki Saheli」Jatin Lalit, Sandesh Shandilya and Aadesh Shrivastava.
- 「Golden Memories」
- 「Kalluri Vaamil」Prabhu Deva
- 「Apocalyptic Dawn」デモニック・リザレクション
- 「Boiled Unwound Filatured」バーヤナク・マウト
- 「Dil Main Baji Gitar」
- 「Legend」スプリング&オータム
- 「Ritual Day」リチュアル・デイ
- 「Epic」唐朝
- 「Mo/Monster」ブードゥーカンフー
- 「Damage Inc.」メタリカ
- 「Inner Self」セパルトゥラ
- 「Creeping Death」メタリカ
- 「Parade Luka」シクサクブル
- 「Jihad Soldiers」トゥンコラッ
- 「Akselerasi Maksimum」セリンガイ
- 「El Meod Na'ala」オーファンド・ランド
- 「Morbid Shadow」アラル
- 「Act of War/Act of Terror」セイラム
- 「Angel of Death」スレイヤー
- 「Ornaments of Gold」オーファンド・ランド
- 「Daramad」
- 「Egyptian Festival」
- 「Raining Blood」（スレイヤーのカバー）SDS
- 「Raining Blood」スレイヤー
- 「Cloud Connected」イン・フレイムス
- 「Fear of the Dark」（インド・バンガロール公演のライブ音源）アイアン・メイデン
- 「Hallowed Be Thy Name」（インド・バンガロール公演のライブ音源）アイアン・メイデン[1]

## サウンドトラック
イスラエル、中国、インド、イラン、日本を含む、世界の様々なメタル・バンドの楽曲をフィーチャーしたサウンドトラックが7月24日にリリースされた。

### ディスク1
1. 「インナー・セルフ」セパルトゥラ（ブラジル）
2. 「ウォーク・ウィズ・ミー・イン・ヘル」 ラム・オブ・ゴッド（アメリカ合衆国）
3. 「ラダーズ・トゥ・スメリア」メレケシュ（イスラエル/オランダ）
4. 「X」（ライヴ）X JAPAN（日本）
5. 「オーナメンツ・オブ・ゴールド」オーファンド・ランド（イスラエル）
6. 「クリスタル・スカル」（ライヴ・アット・ザ・ドバイ・デザート・ロック・フェスティバル）マストドン（アメリカ合衆国）
7. 「ヘイヴンレス」エンスレイヴド（ノルウェー）
8. 「Me-Devil」Sigh（日本）
9. 「クラウド・コネクテッド」（ライヴ・アット・ザ・ドバイ・デザート・ロック・フェスティバル）イン・フレイムス（スウェーデン）

### ディスク2
1. 「インディジェナス・ラサレーション」ソニック（台湾）
2. 「サルヴェイション・スイサイド」アングラ（ブラジル）
3. 「ジャクテンズ・ティド」フィントロール（フィンランド）
4. 「フロム・ザ・スカイ」ゴジラ（フランス）
5. 「エピック」唐朝（中国）
6. 「ジハード・ソルジャー」トゥンコラッ（インドネシア）
7. 「バプタイズド」Arthimoth（イラン）
8. 「ウィングス・オブ・タイム」ティア（フェロー諸島）
9. 「アポカリプティック・ドーン」 デモニック・リザレクション（インド）